# Phoebis editha
Phoebis editha is een vlindersoort uit de familie van de Pieridae (witjes), onderfamilie Coliadinae.
Phoebis editha werd in 1870 beschreven door Butler.